# Hockey Series
Les Hockey Series est une compétition internationale de hockey sur gazon organisée par la fédération internationale de hockey sur gazon. Cette compétition sert également à se qualifier pour les Jeux olympiques d'été de 2020.
La première édition a débuté en 2018, qui était aussi la seule édition temporaire après que la Fédération internationale de hockey sur gazon a décidé d'arrêter la compétition après 2019 et à partir de 2022, qui sera remplacée par la nouvelle compétition nommée la Coupe intercontinentale de hockey sur gazon.

## Format
Les Hockey Series sont ouverts aux équipes nationales qui ne participent pas en Ligue professionnelle de hockey sur gazon.
Les Hockey Series prennent place en deux tours, l'open et les finales. Les six meilleures équipes les mieux classées au classement mondial du 3 avril 2017 et les trois pays hôtes sont exemptés de l'open et sont directement qualifiés pour la finale. Toutes les autres équipes participent à l'open. Quinze équipes qualifiées qui viennent de l'open accèdent aux finales, pour un total de vingt-quatre équipes aux finales. Ces équipes partcipent en trois équipes, avec huit équipes par groupe (un pays hôte,  deux par le classement mondial et cinq par l'open).
Les deux meilleures équipes de chaque groupe aux finales sont qualifiées pour le tournoi de qualification olympique. Dans ce tournoi qualificatif, ils sont rejoints par les quatre meilleures équipes qui viennent de la Ligue professionnelle et deux équipes les mieux classes au classement mondial pas déjà qualifiées. Les équipes seront tirées au sort et participeront au match aller-retour qui détermine les six équipes qualifiées pour les Jeux olympiques d'été de 2020.

## Palmarès masculin

### Résumés
| Édition           | Lieu         | Finale   | Finale | Finale         | Petite finale | Petite finale | Petite finale | Équipes PP / PF |
| Édition           | Lieu         | Champion | Score  | Vice-champion  | Troisième     | Score         | Quatrième     | Équipes PP / PF |
| ----------------- | ------------ | -------- | ------ | -------------- | ------------- | ------------- | ------------- | --------------- |
| 2018-2019 Détails | Kuala Lumpur | Canada   | 3 - 2  | Malaisie       | Italie        | 2 - 1         | Autriche      | 55 / 24         |
| 2018-2019 Détails | Bhubaneswar  | Inde     | 5 - 1  | Afrique du Sud | Japon         | 4 - 2         | États-Unis    | 55 / 24         |
| 2018-2019 Détails | Le Touquet   | France   | 3 - 1  | Irlande        | Corée du Sud  | 5 - 0         | Écosse        | 55 / 24         |

## Palmarès féminin

### Résumés
| Édition           | Lieu      | Finale       | Finale | Finale        | Petite finale | Petite finale       | Petite finale  | Équipes PP / PF |
| Édition           | Lieu      | Champion     | Score  | Vice-champion | Troisième     | Score               | Quatrième      | Équipes PP / PF |
| ----------------- | --------- | ------------ | ------ | ------------- | ------------- | ------------------- | -------------- | --------------- |
| 2018-2019 Détails | Banbridge | Corée du Sud | 3 - 1  | Irlande       | Malaisie      | 3 - 0               | Tchéquie       | 42 / 24         |
| 2018-2019 Détails | Hiroshima | Inde         | 3 - 1  | Japon         | Chili         | 3 - 3 (3 - 1 t.a.b) | Russie         | 42 / 24         |
| 2018-2019 Détails | Valence   | Espagne      | 4 - 2  | Canada        | Italie        | 3 - 1               | Afrique du Sud | 42 / 24         |